# Didac Salas
Didac Salas (ur. 19 maja 1993) – hiszpański lekkoatleta specjalizujący się w skoku o tyczce.
Pierwsze międzynarodowe sukcesy odniósł w 2009 występując w finale mistrzostw świata juniorów młodszych oraz zdobywając srebrny medal gimnazjady. Czwarty zawodnik eliminacji kontynentalnych do igrzysk olimpijskich młodzieży w 2010. Nie zaliczył żadnej wysokości w finale mistrzostw świata juniorów (2010) w Moncton. Podczas igrzysk olimpijskich młodzieży w Singapurze (2010) wywalczył złoty medal. W 2011 sięgnął po brąz mistrzostw Europy juniorów.
Wielokrotny medalista mistrzostw kraju.
Rekordy życiowe: stadion – 5,61 (4 lipca 2018, Saragossa); hala – 5,60 (6 marca 2015, Praga).

## Osiągnięcia
| Rok  | Impreza                                             | Miejsce          | Pozycja           | Wynik |
| ---- | --------------------------------------------------- | ---------------- | ----------------- | ----- |
| 2009 | Mistrzostwa świata juniorów młodszych               | Tyrol Południowy | 10. miejsce       | 4,65  |
| 2009 | Gimnazjada                                          | Doha             | 2. miejsce        | 5,00  |
| 2010 | Eliminacje Europy do igrzysk olimpijskich młodzieży | Moskwa           | 4. miejsce        | 4,85  |
| 2010 | Mistrzostwa świata juniorów                         | Moncton          | –                 | NH    |
| 2010 | Igrzyska olimpijskie młodzieży                      | Singapur         | 1. miejsce        | 5,05  |
| 2011 | Mistrzostwa Europy juniorów                         | Tallinn          | 3. miejsce        | 5,40  |
| 2012 | Mistrzostwa świata juniorów                         | Barcelona        | 4. miejsce        | 5,50  |
| 2015 | Halowe mistrzostwa Europy                           | Praga            | el. – 10. miejsce | 5,60  |
| 2015 | Młodzieżowe mistrzostwa Europy                      | Tallinn          | 5. miejsce        | 5,40  |
| 2016 | Mistrzostwa Europy                                  | Amsterdam        | el. – 27. miejsce | 5,15  |
| 2018 | Mistrzostwa Europy                                  | Berlin           | el. – 29. miejsce | 5,36  |
| 2018 | Mistrzostwa ibero-amerykańskie                      | Trujillo         | 3. miejsce        | 5,10  |